# れも
れも（10月10日 - ）は、日本の女性イラストレーター。東京在住。
レモネードが好きなところから「れも」と名乗り活動している。
その名の通り、爽やかで明るい黄色を使ったイラストが多いのが特徴。

## 作品リスト
- 月の砂丘にふたり（著：山口なお美、アルファポリス）
- きみはぼくの（著：市川拓司、アルファポリス）